# Neil Peart
(Taylor Hawkins)
Neil Ellwood Peart, meglio noto come Neil Peart OC (Hamilton, 12 settembre 1952 – Santa Monica, 7 gennaio 2020), è stato un batterista, paroliere e scrittore canadese, noto per la sua militanza nel gruppo musicale rock progressivo Rush.

## Biografia
Batterista inizialmente autodidatta, poi allievo di Don George, insegnante dell'Ontario. Nel 1974 dopo brevi esperienze in gruppi locali, entra come batterista nei Rush in sostituzione del dimissionario John Rutsey. Sin da subito si occupa anche della scrittura dei testi. Da quel momento Peart è rimasto stabilmente nella formazione del gruppo, fino alla sua morte.
Nel 1994, in onore del suo idolo Buddy Rich, Peart ha curato la realizzazione e suonato in alcune tracce dell'album Burning for Buddy: A Tribute to the Music of Buddy Rich dove diversi batteristi reinterpretano dei brani di Buddy accompagnati dalla Buddy Rich Orchestra. Così fece anche per il seguito Burning for Buddy: A Tribute to the Music of Buddy Rich, Vol. 2; in questi progetti ha svolto anche il ruolo di produttore discografico.
Assieme ai suoi compagni nei Rush Geddy Lee e Alex Lifeson, Peart è stato nominato Ufficiale dell'Ordine del Canada, il 9 maggio 1996. Il trio è stato il primo gruppo rock a ricevere tale onorificenza. In qualità di membro del gruppo musicale Rush è stato inserito nella Rock and Roll Hall of Fame nel 2013. A Peart è stato intitolato un asteroide individuato nel 1990. Neil Peart viene abitualmente chiamato dai suoi compagni di gruppo sia con il soprannome di Pratt, che quello di the Professor.
L'unica figlia di Peart, Selena Peart Taylor, rimase uccisa in un incidente stradale nel 1997, e la sua compagna, Jacqueline Taylor, morì di cancro nel 1998. In seguito, il fotografo storico dei Rush, Andrew MacNaughtan, gli presentò la fotografa Carrie Nuttall con la quale si è sposato nel 2000. Il 12 agosto 2009 la coppia ha dato alla luce la figlia Olivia Louise.
Peart è inoltre l'autore di vari libri di viaggio, alcuni dei quali auto-prodotti: The Masked Rider, che documenta un viaggio in bicicletta attraverso il Camerun fatto alla fine del 1988, Il viaggiatore fantasma (Ghost Rider: Travels on the Healing Road), che è il resoconto dei suoi viaggi in motocicletta attraverso Canada, Stati Uniti e Messico, successivamente alla scomparsa di moglie e figlia.
Il 7 dicembre 2015 in una intervista con Drumhead Magazine, Peart ha annunciato il suo ritiro dalla musica, dichiarando: "Ultimamente Olivia mi ha presentato ai nuovi amici a scuola come «Mio padre, un batterista in pensione». È vero, e divertente da ascoltare. E non mi fa male rendermi conto che, come tutti gli atleti, arriva il momento di ... ritirarti dal gioco. Preferirei tirarmi in disparte piuttosto che dover affrontare la situazione descritta nella nostra canzone Losing It". Successivamente il collega Geddy Lee ha chiarito che Neil stava parlando della sua decisione di prendersi una pausa dai tour, anche se in seguito Alex Lifeson ha dichiarato che l'attività dei Rush era da considerarsi conclusa.
Neil Peart è deceduto a Santa Monica il 7 gennaio 2020 a causa di un cancro al cervello contro cui lottava da 3 anni e mezzo. La notizia è stata resa nota al mondo solo il 10 gennaio 2020 per volere della famiglia. Questo il comunicato dei compagni di gruppo Lifeson e Lee pubblicato nel sito ufficiale del gruppo:
(Geddy Lee e Alex Lifeson)

## Stile e abilità

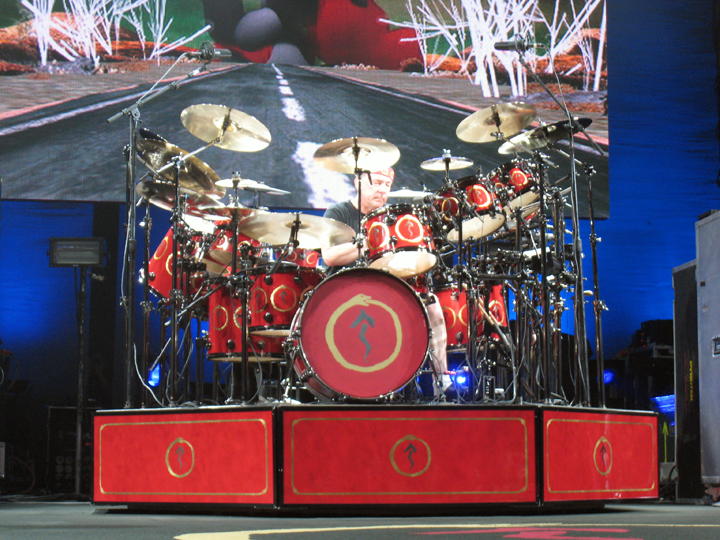
Neil Peart in concerto con il kit utilizzato durante il tour di Snakes & Arrows

### Musica
Neil Peart è considerato dal pubblico, dai critici e da altri musicisti uno dei più grandi batteristi rock di tutti i tempi. Egli è inoltre stimato come uno dei migliori esecutori di assoli di batteria in concerto. All'interno degli assoli molto intricati di Peart vi sono spesso tempi dispari, complessi arrangiamenti (talvolta pattern totalmente separati di braccia e gambe) e grande utilizzo di percussioni etniche campionate su pad elettronici. Al di fuori dei Rush, Neil ha pubblicato vari DVD, tra i quali Anatomy of a Drum Solo dove spiega come costruire un assolo.
Le sue influenze vanno da Keith Moon degli Who al batterista jazz Buddy Rich passando per John Bonham dei Led Zeppelin. Continuamente modificato, il kit di Peart ha sempre offerto una grande varietà sonora (per la sua grandezza ma anche grazie alle percussioni elettroniche presenti). Negli anni novanta ha reinventato il suo stile (aggiungendo tocchi di jazz e swing) con l'aiuto del drum coach e amico Freddie Gruber. Fra i cambiamenti apportati da Gruber vi sono ad esempio il passaggio dalla "matched grip" alla "traditional grip" (notare inoltre che Peart suona da sempre con la parte anteriore delle bacchette, ovvero, con le bacchette girate). Tuttavia, in seguito, Neil tornò a utilizzare la matched (anche se in qualche occasione lo si può ancora vedere con la traditional). È stato anche allievo di Peter Erskine, con il quale ha stretto un rapporto di amicizia e profonda stima reciproca.

### Testi
Peart, sin dalla sua entrata nel gruppo, è l'autore della grande maggioranza dei testi dei Rush. Appena entrato nel gruppo i compagni di band lo soprannominarono immediatamente the Professor proprio in riferimento alla sua padronanza con la lingua scritta e parlata. Nei testi di Peart abbondano i riferimenti letterari. Esempi comprendono, tra gli altri, William Shakespeare (Limelight), Friedrich Nietzsche (Cygnus X-1 Book II: Hemispheres), John Dos Passos (The Camera Eye, The Big Money), Samuel Taylor Coleridge (Xanadu) e J.R.R. Tolkien (Rivendell, The Necromancer). Tra i suoi testi più commentati troviamo degli omaggi al romanzo La vita è nostra di Ayn Rand; nel brano Anthem che compare sull'album Fly by Night, del 1975, e nella suite 2112, del 1976, che ne è una esplicita derivazione. Nei primi anni del gruppo gli scritti di Neil si focalizzavano principalmente sulla fantascienza. Dagli anni ottanta in poi si è aperto anche ad argomenti sociali e umanitari. I testi di Peart dividono pubblico ed esperti del settore: la rivista Blender lo definì il secondo peggior paroliere di sempre, soffermandosi in particolare sui lavori di impronta fantascientifica, mentre altri critici ne lodano la scrittura «profonda e perspicace» e individuano il tema portante della sua poetica nella «ricerca della grandezza umana».

## Video didattici
- A Work in Progress (1996)
- Anatomy of a Drum Solo (2005)

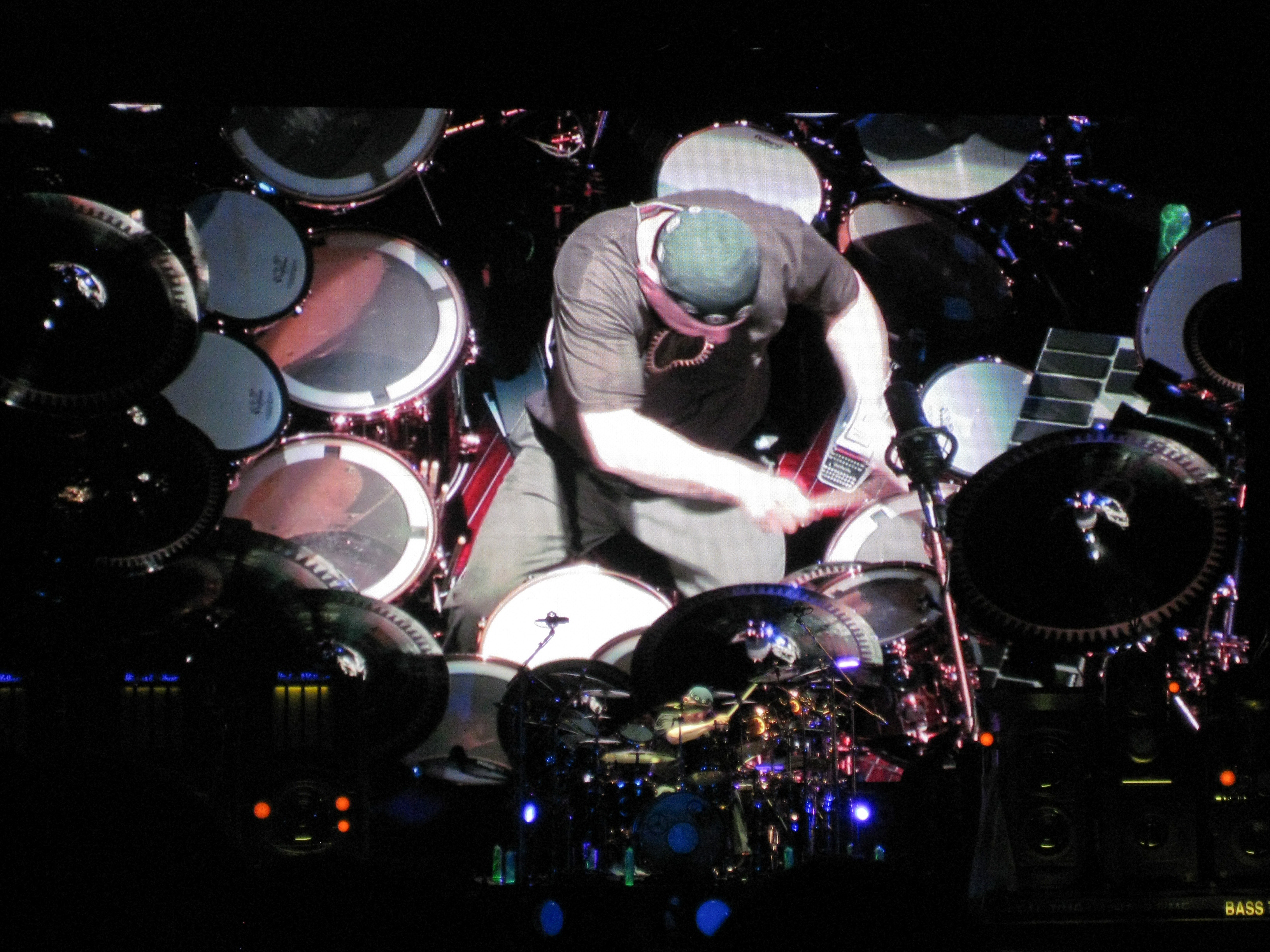
Neil durante una sua esibizione

- Fire on Ice: The Making of "The Hockey Theme" (2010)
- Taking Center Stage: A Lifetime of Live Performance (2011)

## Libri
- Drum Techniques of Rush – Neil Peart, Bill Wheeler (1985) – ISBN 0-7692-5055-6
- More Drum Techniques of Rush – Neil Peart, Bill Wheeler (1989) – ISBN 0-7692-5051-3
- The Masked Rider: Cycling in West Africa – Neil Peart (1999) – ISBN 1-895900-02-6
- Il viaggiatore fantasma (Ghost Rider: Travels on the Healing Road) – Neil Peart (2002) – ISBN 1-55022-546-4 (hardcover), ISBN 1-55022-548-0 (paperback)
- Traveling Music: Playing Back the Soundtrack to My Life and Times – Neil Peart (2004) – ISBN 1-55022-666-5
- Roadshow: Landscape With Drums, A Concert Tour by Motorcycle – Neil Peart (2006) – ISBN 1-57940-145-7
- Far and Away: A Prize Every Time – Neil Peart (2011) – ISBN 978-1-77041-058-9
- Far and Near: On Days Like These – Neil Peart (2014) – ISBN 978-1-77041-257-6
- Far And Wide: Bring That Horizon To Me! – Neil Peart (2016) – ISBN 978-1-77041-348-1

## Discografia

### Con i Rush
- 1975 - Fly by Night
- 1975 - Caress of Steel
- 1976 - 2112
- 1977 - A Farewell to Kings
- 1978 - Hemispheres
- 1980 - Permanent Waves
- 1981 - Moving Pictures
- 1982 - Signals
- 1984 - Grace Under Pressure
- 1985 - Power Windows
- 1987 - Hold Your Fire
- 1989 - Presto
- 1991 - Roll the Bones
- 1993 - Counterparts
- 1996 - Test for Echo
- 2002 - Vapor Trails
- 2007 - Snakes & Arrows
- 2012 - Clockwork Angels

### Solista
- 1987 - Pieces of Eight (brano strumentale pubblicato come singolo dalla rivista Modern Drummer con il numero di maggio 1987)
- 1994 - Artisti Vari - New Ear Revolutions (presente con il brano Pick Up the Pieces)

### Collaborazioni
- 1985 - Jeff Berlin & Vox Humana - Champion (batteria nel brano Marabi)
- 1992 - Rheostatics - Whale Music (percussioni nel brano Palomar, batteria nel brano Guns)
- 1994 - The Buddy Rich Big Band - Burning for Buddy: A Tribute to the Music of Buddy Rich (percussioni nel brano Pick Up the Pieces, batteria nel brano Cotton Tail)
- 1997 - The Buddy Rich Big Band - Burning for Buddy: A Tribute to the Music of Buddy Rich, Vol. 2 (batteria nel brano One O'Clock Jump)
- 2009 - Vertical Horizon - Burning the Days (batteria nei brani Save Me From Myself, Welcome to the Bottom e Even Now)
- 2012 - Kevin J. Anderson - Clockwork Angels: The Novel (audiolibro) (narratore)
- 2013 - Vertical Horizon - Echoes From the Underground (batteria nei brani Instamatic e South for The Winter)
- 2017 - Glass Hammer - Untold Tales (batteria nel brano The Impulsive Type)

## Riconoscimenti
Peart ha ricevuto i seguenti riconoscimenti dalla classifica dei lettori della rivista Modern Drummer:
- Hall of Fame: 1983
- Migliore batterista Rock: 1980, 1981, 1982, 1983, 1984, 1985, 1986, *2006, *2008 (*vinse alla conta dei voti, ma ineleggibile)
- Migliore multi-percussionista: 1983, 1984, 1985, 1986
- Miglior percussionista: 1982
- Migliore batterista emergente: 1980
- Miglior percussionista in generale: 1986
- 1986 Honor Roll: batterista Rock, multi-percussionista

(* - Come membro dell'Honor Roll in queste categorie, non è più eleggibile nelle suddette.)
- Miglior video didattico: 2006, per Anatomy of a Drum Solo
- Migliore registrazione batteristica degli anni '80, 2007, per YYZ da Exit...Stage Left
- Migliore performance su disco:
  - 1980: Permanent Waves
  - 1981: Moving Pictures
  - 1982: Exit...Stage Left
  - 1983: Signals
  - 1985: Grace Under Pressure
  - 1986: Power Windows
  - 1988: Hold Your Fire
  - 1989: A Show of Hands
  - 1990: Presto
  - 1992: Roll the Bones
  - 1993: Counterparts
  - 1997: Test for Echo
  - 1999: Different Stages
  - 2002: Vapor Trails
  - 2004: R30: 30th Anniversary World Tour
  - 2007: Snakes & Arrows

Peart ha ricevuto i seguenti riconoscimenti dalla rivista DRUM! magazine per il 2007:
- Batterista dell'anno
- Miglior batterista Progressive rock
- Miglior musicista live
- Miglior DVD (Anatomy of a Drum Solo)
- Album col miglior drumming (Snakes & Arrows)

Peart ha ricevuto i seguenti riconoscimenti dalla rivista DRUM! magazine per il 2008:
- Batterista dell'anno
- Secondo classificato Miglior batterista Progressive rock
- Miglior batterista live
- Secondo classificato Miglior batterista Pop

Peart ha ricevuto i seguenti riconoscimenti dalla rivista DRUM! magazine per il 2009:
- Batterista dell'anno
- Miglior batterista Progressive rock

Peart ha ricevuto i seguenti riconoscimenti dalla rivista DRUM! magazine per il 2010:
- Batterista dell'anno
- Secondo classificato Miglior batterista Progressive rock
- Secondo classificato Miglior live performer

Altri riconoscimenti:
- il 4 giugno 2020, a poco meno di cinque mesi dalla morte, gli viene intitolato un nuovo padiglione del Lakeside Park di St. Catharines, dal quale ha preso ispirazione per il brano omonimo.